# Blum Amram
Blum Amram (Blum Ábrahám) (Szilágysámson, 1834. – Berettyóújfalu, 1907. szeptember 5.) főrabbi.

## Élete
Blum Ignác és Friedman Mária fia. Perlesz Méir nagykárolyi rabbinál nevelkedett, innen Szófer Mózes jesivájába került. 1858 körül foglalta el az almási rabbiszéket. 1864-ben a hegyaljamádi hitközség rabbija lett, ahol nagy jesivát vezetett. 1881. a huszti hitközség élére került, de itt csak két évig működött és 1883. a berettyóújfalui rabbiságot vállalta el. Megjelent Bész Seorim című reszponzum-gyűjteménye. 1907 szeptemberében halt meg Berettyóújfalun, a halál oka tüdőlob. Felesége Heller Záli volt.